# Надгробни споменик Стевице Јовановића
Надгробни споменик Стевице Јовановића налази се на Православном гробљу у Панчеву, парцела бр. 6, V ред, гробно место бр. 1 и представља непокретно културно добро као споменик културе.
Израђен је од белог мермера у облику је веће плоче са уклесаним натписом и петокраком на врху. Стевица Јовановић, народни херој, рођен је у Зрењанину 1916. године. Већ као студент постао је члан КПЈ, и као такав хапшен је и затваран још пре рата. Године 1940. изабран је за члана ПК КПЈ за Војводину и члана Бироа КК КПЈ. Један од организатора устанка у Јужном Банату. Погинуо је 21. децембра 1941. године у борби са гестаповцима који су га опколили у кући у којој је становао. На споменику, који је подигла његова мајка, исписан је следећи текст: „Овде почива мој син Стеван Јовановић Апсолвент медицине Рођен 1916. г. погинуо 1941. г Мати“